# Alcohol de polivinil

Alcohol de polivinil

L'alcohol de polivinil (amb les sigles de l'anglès:PVOH, PVA, o PVAl) és un polímer sintètic soluble en aigua (no s'ha de confondre amb l'acetat de polivinil, que es fa servir com adhesiu per enganxar la fusta).

## Propietats
L'alcohol de polivinil té propietats adhesives i emulsionants formant un film. També resisteix a l'oli, el greix i els solvents. És inodor i no és tòxic. Té alta resistència a la tracció i alta flexibilitat a més de propietats de barrera a l'oxigen i a les aromes. Tanmateix, aquestes propietats depenen de la humitat.
El PVA és completament degradable i es dissol ràpidament. El PVA té un punt de fusió de 230 °C i 180–190 °C per als graus completament hidrolitzats i parcialment hidrolitzats, respectivament. Es descompon ràpidament per sobre els 200 °C i pot experimentar piròlisi a altres temperatures.
La seva relació de Poisson es troba entre 0,42 i 0,48.

## Usos
L'alcohol de polivinil és el material de partida per a fer altres polímers com:
- nitrat de polivinil (PVN): És un èster d'àcid nítric i alcohol de polivinil.
- Acetals de polivinil: es formen reaccionant els aldehids amb alcohol de polivinil.
- Acetat de polivinil.
- Fibra de vinylon.[2]

Altres usos de l'alcohol de polivinil inclouen:
1. Adhesiu de papers amb àcid bòric
2. Com film soluble en aigua en detergents en pastilles.
3. Per a gotes dels ulls i lubricant en lents de contacte dures